# 6410 Fujiwara
6410 Fujiwara eller 1992 WO4 är en asteroid i huvudbältet som upptäcktes den 29 november 1992 av den japanska astronomen Satoru Otomo i Kiyosato. Den är uppkallad efter den japanske amatörastronomen Masahito Fujiwara.
Asteroiden har en diameter på ungefär 14 kilometer och den tillhör asteroidgruppen Dora.